# Puerto Williams
Pour les articles homonymes, voir Williams.
Puerto Williams est une localité du Chili, située sur l’île Navarino en face du canal de Beagle. Elle est la localité la plus australe du monde, fondée en 1953. La population atteignait, en 2001, 2 262 habitants. Puerto Williams est la capitale de la commune de Cabo de Hornos et de la province de l'Antarctique chilien, située dans la région de Magallanes et de l'Antarctique chilien, XIIe province chilienne.
Il s'agit de l'un des établissements humains permanents les plus méridionaux au monde avec le village de Puerto Toro, situé légèrement plus au sud.

## Histoire

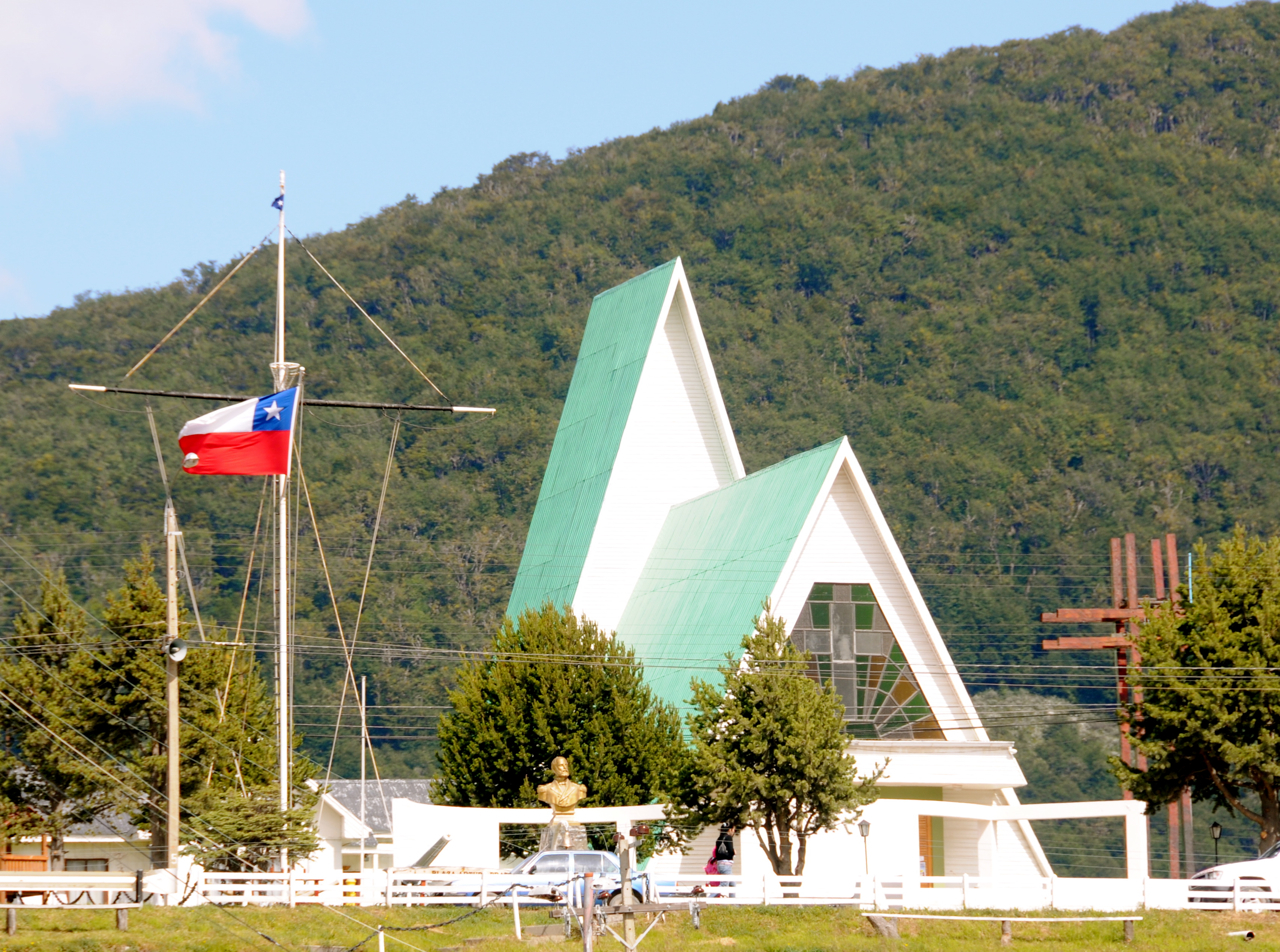
L'église de Puerto Williams.

En 1948, les autorités chiliennes décidèrent de créer une base navale sur l'île Navarino en raison de sa situation géopolitique et stratégique. L'emplacement, nommé Puerto Luisa, de l'actuelle ville fut trouvé sur la rive du canal Beagle, au Nord de l'île. Ce lieu était favorable à la construction d'un ponton en eau profonde, à la construction de casernes, d'habitations et d'un aérodrome. L'armée inaugura la base navale Puerto Luisa en novembre 1953.
Le 22 août 1956, par un décret du Ministère de la Défense Nationale, Puerto Luisa fut renommée Puerto Williams en l'honneur du marin britannique John Williams Wilson (nommé aussi Juan Wilson ou Juan Guillermos) qui rendit service au Chili en prenant possession, en septembre 1843, du détroit de Magellan et qui créa Fort Bulnes, au Sud de l'actuelle Punta Arenas. Le 22 février 1957, le président du Chili, Carlos Ibañez del Campo visita les avancées des travaux et inaugura l'aérodrome.
Ce lieu était nommé Ushpashun par les amérindiens Yagans qui peuplaient l'île avant l'arrivée de la colonisation. « Ushpashun » est une déformation phonétique du mot Upuswea, association de deux mots, upus, salsepareille, une baie dans le sens d'un fruit, et de wea, baie, dans le sens d'une étendue d'eau.
À 1,5 kilomètre de Puerto Williams se trouve le village Villa Ukika où ont été rassemblés en 1967 et où vivent une quarantaine des derniers descendants des amérindiens Yagans, dont la dernière femme de descendance directe, Cristina Calderón, décédée en 2022, qui était la seule à parler encore la langue de ce peuple. Il s'y trouve aussi un musée consacré à ces « nomades de la mer » dont l'ethnie remonte à plus de 6 000 ans, le musée Martin Gusinde, du nom de celui qui, ayant vécu avec eux, connaissait bien les Yagans. Sur le domaine de ce musée a été remontée et restaurée la Casa Stirling, plus ancien bâtiment de la Terre de Feu et vestige de l'action missionnaire anglicane dans ces contrées au cours du XIXe siècle.

## Géographie

### Climat
Le climat de Puerto Williams est celui de la Maritime subpolaire (Cfc selon la classification de Köppen).

## Tourisme
La localité obtient en 2021 le label Meilleurs villages touristiques de l'Organisation mondiale du tourisme.
| Mois                                  | jan.      | fév.      | mars      | avril     | mai       | juin       | jui.       | août      | sep.      | oct.      | nov.      | déc.    | année      |
| ------------------------------------- | --------- | --------- | --------- | --------- | --------- | ---------- | ---------- | --------- | --------- | --------- | --------- | ------- | ---------- |
| Température minimale moyenne (°C)     | 5,9       | 5,6       | 4,9       | 3,2       | 0,6       | 0          | −1,3       | 0,4       | 0,6       | 2,1       | 3,5       | 5,1     | 2,6        |
| Température moyenne (°C)              | 10,5      | 10        | 8,8       | 6,7       | 3,9       | 2,6        | 1,3        | 3,1       | 4,6       | 5,9       | 7,9       | 9,8     | 6,3        |
| Température maximale moyenne (°C)     | 15,1      | 14,5      | 12,7      | 10,1      | 7,2       | 5,2        | 3,9        | 5,8       | 8,5       | 9,6       | 12,3      | 14,5    | 10         |
| Record de froid (°C) date du record   | −2,6 1974 | −3 1971   | −5,1 1973 | −5,8 1973 | −6,4 2015 | −12,6 1992 | −10,5 2019 | −8,6 1991 | −9,8 2003 | −5 1970   | −6,4 1975 | −2 1969 | −12,6 1992 |
| Record de chaleur (°C) date du record | 25,2 2015 | 26,1 2021 | 24 2005   | 22,2 1998 | 17,5 1973 | 18 1976    | 15,9 2010  | 14,8 2012 | 18,6 1996 | 22,8 1977 | 24,2 1992 | 26 1984 | 26,1 2021  |
| Ensoleillement (h)                    | 255,5     | 190       | 164,3     | 117       | 68        | 41         | 58,7       | 105,9     | 156       | 213,9     | 241       | 255,5   | 1 885,8    |
| Précipitations (mm)                   | 52,7      | 28,3      | 46,5      | 45        | 52,7      | 54         | 40,2       | 37,2      | 36        | 31        | 39        | 49,6    | 512,3      |
| Nombre de jours avec précipitations   | 10        | 9         | 11        | 10        | 10        | 11         | 11         | 9         | 8         | 9         | 10        | 11      | 119        |
| Humidité relative (%)                 | 79        | 79        | 77        | 82        | 93        | 87         | 86         | 83        | 79        | 75        | 74        | 74      | 79         |

| Diagramme climatique                                  |             |             |           |            |        |             |            |          |          |           |             |
| J                                                     | F           | M           | A         | M          | J      | J           | A          | S        | O        | N         | D           |
| 15,15,952,7                                           | 14,55,628,3 | 12,74,946,5 | 10,13,245 | 7,20,652,7 | 5,2054 | 3,9−1,340,2 | 5,80,437,2 | 8,50,636 | 9,62,131 | 12,33,539 | 14,55,149,6 |
| Moyennes : • Temp. maxi et mini °C • Précipitation mm |             |             |           |            |        |             |            |          |          |           |             |

## Économie

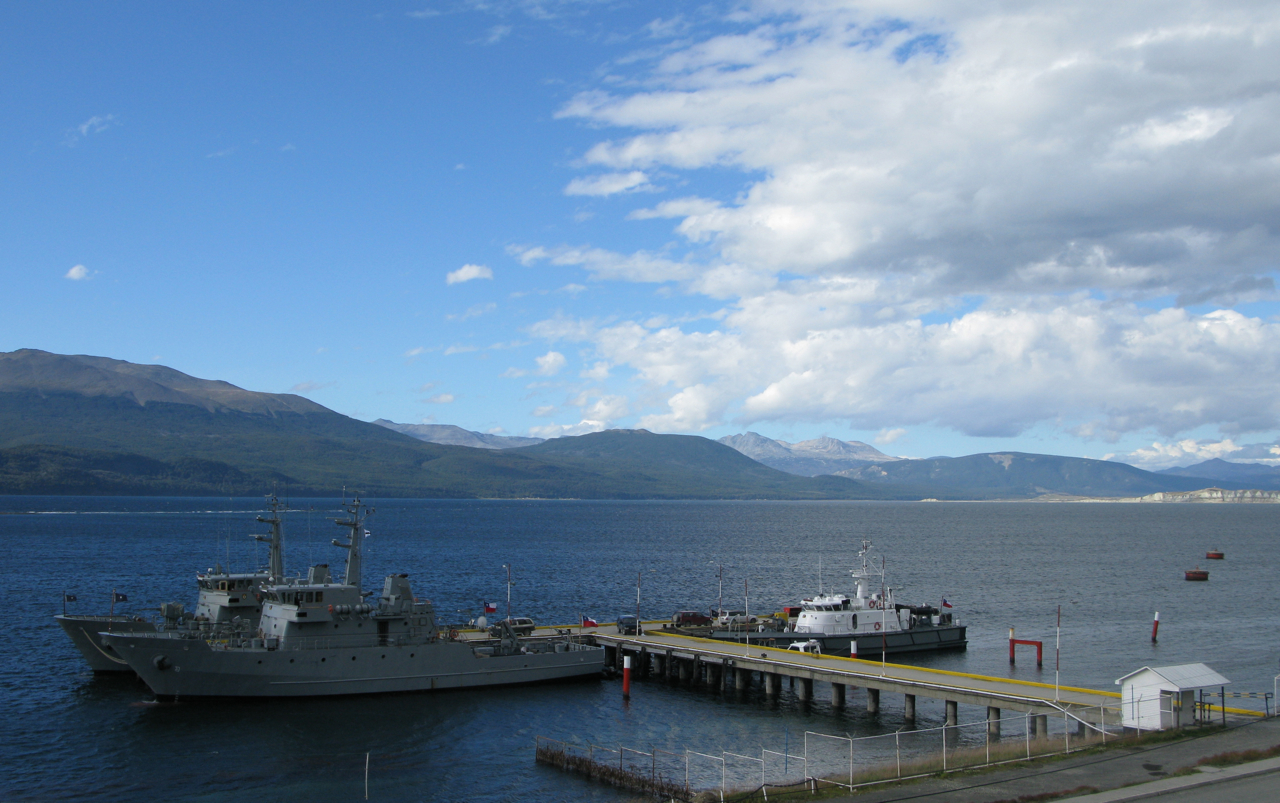
Le ponton de la base navale

Ses principales activités sont sa base navale, son port de pêche et son port de plaisance, le Club Naval de Yates Micalvi. Celui-ci est le passage officiel et obligatoire pour tous les voiliers à destination des eaux chiliennes, principalement le cap Horn, l'Antarctique et le canal Beagle occidental. Ces voiliers utilisent le Micalvi comme point d'amarrage. Le Micalvi est un ancien cargo allemand offert au Chili après une livraison d'armes. Après la deuxième guerre mondiale, il devint un ravitailleur des bases chiliennes de cette région.
L'aéroport Guardia Marina Zañartu, se trouve à 5 km au nord-est. Puerto Williams possède une banque, la Banco de Chile, avec un distributeur de billets (change), une école, une poste, quelques épiceries, boutiques, cybercafés, et de rares hôtels, bars et restaurants.
On y accède soit de Punta Arenas (Chili) par avion de la compagnie aérienne DAP (escale pour l'Antarctique) ou par ferry, le Transbordadora Austral Broom, soit de Ushuaïa (Argentine) par voilier (particulier ou charter) ou par embarcation à moteur de sociétés privées.

## Iconographie

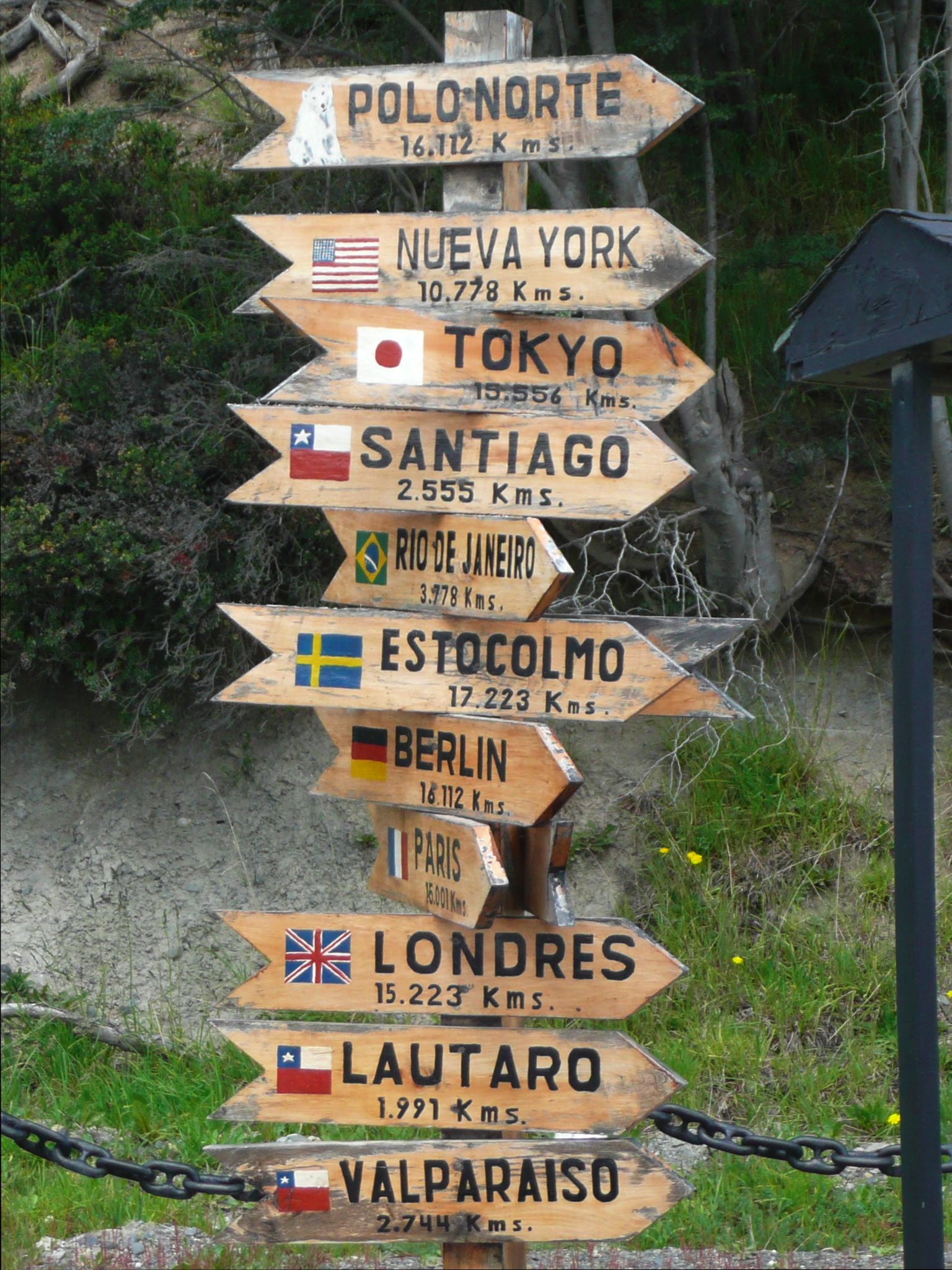
Le bout du monde…
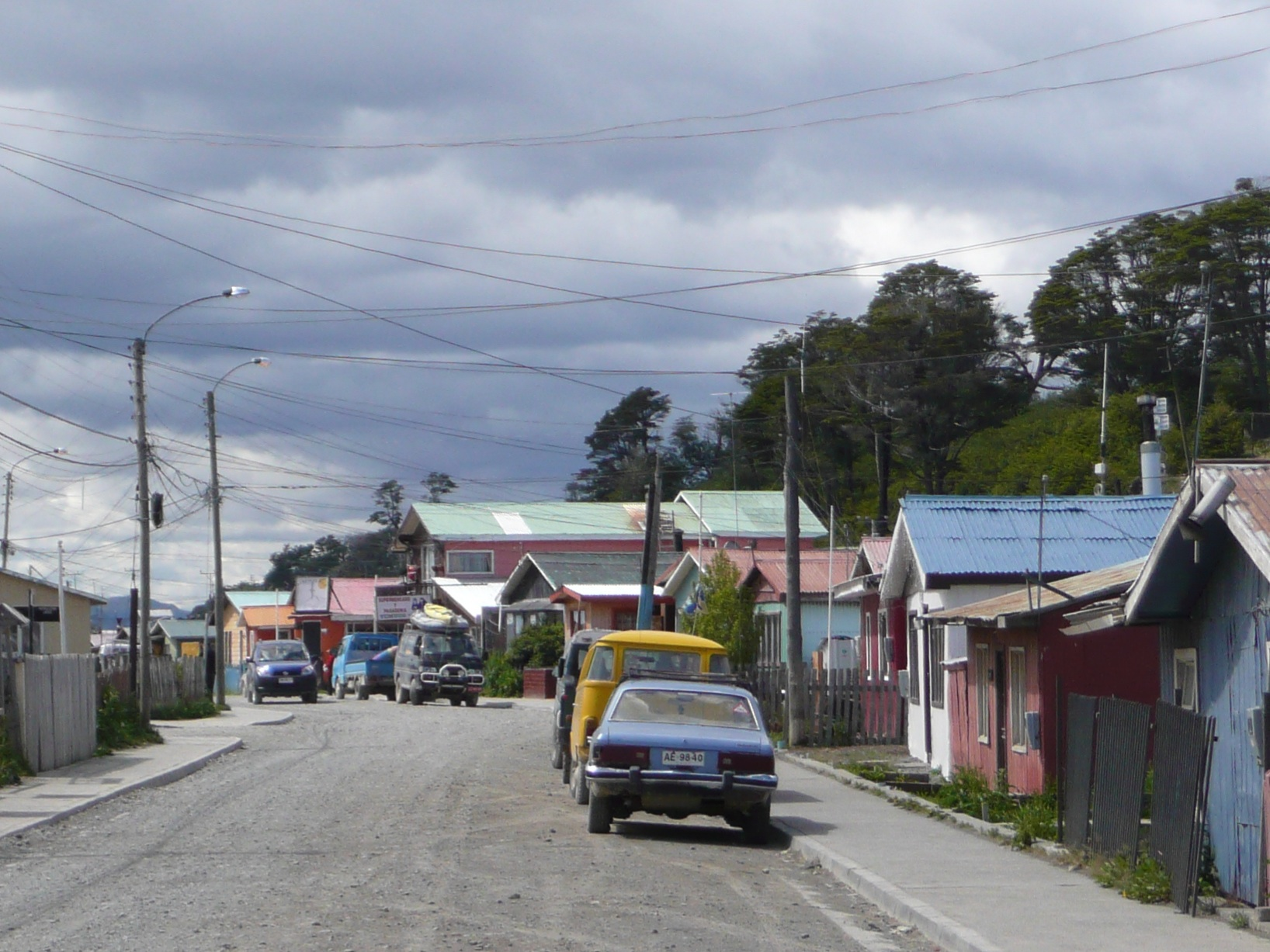
Une rue du centre-ville
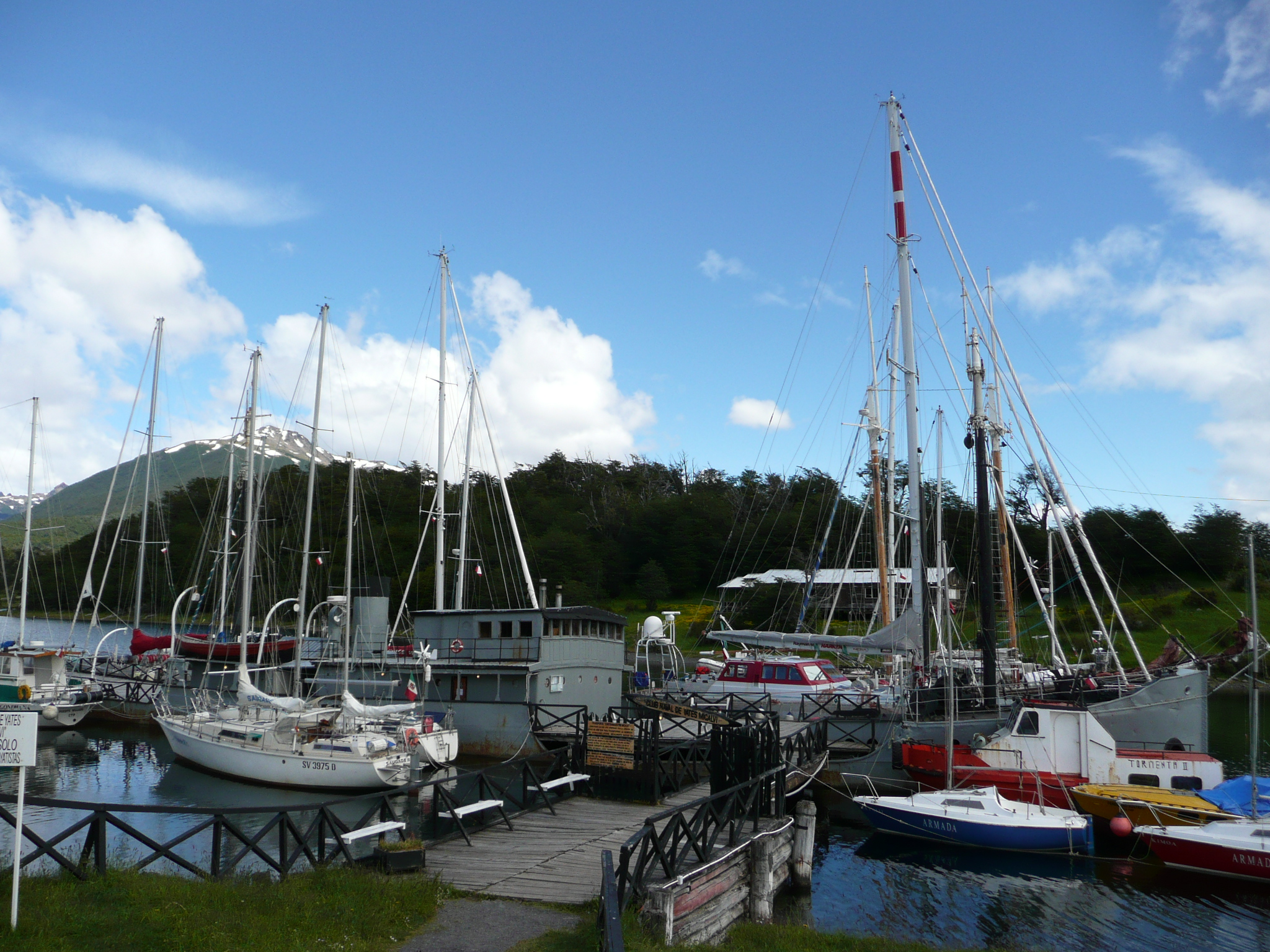
Le port de plaisance, le Micalvi